# Карьер (аллюр)
Карье́р (фр. carrière ← итал. carriera «бег»), также полево́й галоп — самый быстрый аллюр: тело животного ритмично сгибается в пояснице, а задние ноги выбрасываются перед передними. Последовательность движений почти как при галопе и может рассматриваться как его быстрый вариант.
Карьер состоит из ряда скачков при очень вытянутом теле. За один ряд животное преодолевает расстояние в 3−4 длины своего тела. Карьер – трёхтактный аллюр: сначала одна задняя нога касается земли, затем вторая задняя одновременно с диагональной передней, и последней — далеко выносимая передняя, которая и даёт название галопу: с правой или с левой ноги. Чётко слышно три удара копыт о землю.
Всадник при таком аллюре должен находиться в полевой посадке: наклонившись вперёд, перенеся вес на колени и ступни, подняв ягодицы от седла, но не теряя при этом равновесия[прояснить].